# اچ‌ام‌اس کانکوئرر (۱۸۱)
اچ‌ام‌اس کانکوئرر (۱۸۱) (به انگلیسی: HMS Conqueror (1801)) یک کشتی بود که طول آن ۱۷۶ فوت (۵۴ متر) بود. این کشتی در سال ۱۸۰۱ ساخته شد.